# 210425 Imogene
210425 Imogene este un asteroid din centura principală de asteroizi.

## Descriere
210425 Imogene este un asteroid din centura principală de asteroizi. A fost descoperit pe 10 ianuarie 2008 la Calvin-Rehoboth la Observatorul Prairie School. Asteroidul prezintă o orbită caracterizată de o semiaxă mare de 3,07 ua, o excentricitate de 0,09 și o înclinație de 8,5° în raport cu ecliptica.